# (9136) Lalande
(9136) Lalande ist ein Asteroid des Hauptgürtels, der am 13. Mai 1971 von den  niederländischen Astronomen Cornelis Johannes van Houten, Ingrid van Houten-Groeneveld und Tom Gehrels am Palomar-Observatorium (Sternwarten-Code 675) in Kalifornien entdeckt wurde.
Der Asteroid gehört der Vesta-Familie an, einer großen Gruppe von Asteroiden, benannt nach (4) Vesta, dem zweitgrößten Asteroiden und drittgrößten Himmelskörper des Hauptgürtels. Die zeitlosen (nichtoskulierenden) Bahnelemente von (9136) Lalande sind fast identisch mit denjenigen von sechs kleineren Asteroiden: (52270) Noamchomsky, (90863) 1996 QR1, (142339) 2002 RX201, (144967) 2005 EX92, (181663) 2008 AW2 und 2015 RV221.
(9136) Lalande wurde am 2. April 1999 nach dem französischen Mathematiker und Astronomen der Aufklärung Jérôme Lalande (1732–1807) benannt, der Herausgeber der Connaissance des temps, des wichtigsten astronomischen Jahrbuchs in Frankreich war.